# زانکت پانتلون ارلا
زانکت پانتلون ارلا (به آلمانی: Sankt Pantaleon-Erla) یک منطقهٔ مسکونی در اتریش است که در بخش امستیتن واقع شده‌است. زانکت پانتلون ارلا ۲٬۵۱۱ نفر جمعیت دارد.